# Kilroy Was Here (album)
| Recensione                        | Giudizio   |
| --------------------------------- | ---------- |
| AllMusic                          | [ 3 ]      |
| The New Rolling Stone Album Guide | [ 4 ]      |
| Sputnikmusic                      | 2.0 (Poor) |
| Dizionario del Pop-Rock           | [ 6 ]      |

Kilroy Was Here è un concept album/rock opera del gruppo musicale Styx, pubblicato nel 1983 per l'etichetta discografica A&M Records. 
Il titolo dell'album deriva da una serie di graffiti, apparsi in tutta Europa durante la seconda guerra mondiale recitanti "Kilroy was here". È l'ultimo lavoro in studio registrato dalla formazione classica del gruppo.

## Il disco
Kilroy Was Here venne concepito dal cantante Dennis DeYoung come album e spettacolo teatrale di accompagnamento, che si apriva con un cortometraggio dallo stesso nome. Mentre il tour di supporto si rivelò un disastro finanziario, il disco raggiunse il terzo posto della classifica Billboard 200 e vendette più di un milione di copie negli Stati Uniti; tuttavia introdusse un nuovo sound maggiormente orientato all'utilizzo delle tastiere e dei sintetizzatori, che provocò diversi contrasti interni tra DeYoung e i chitarristi James Young e Tommy Shaw, culminati con lo scioglimento del gruppo nel 1984.
L'intero album si presenta come una rock opera in cui ogni membro del gruppo interpreta uno specifico personaggio. La storia narra di un futuro in cui la musica rock viene dichiarata illegale da un governo fascista e dal movimento "MMM" (the Majority for Musical Morality). Il protagonista Robert Orin Charles Kilroy (DeYoung) è un'ex rockstar che è stata imprigionata dal leader degli MMM, il Dr. Everett Righteous (Young). Kilroy riesce a sfuggire utilizzando il travestimento di Mr. Roboto, quando si rende conto che un giovane musicista, Jonathan Chance (Shaw), è in missione per riportare in auge la musica rock.

## Video musicali
Tre dei quattro videoclip realizzati per l'album - Mr. Roboto, Don't Let It End e Heavy Metal Poisoning - vennero filmati in contemporanea e presentano scene provenienti dal cortometraggio omonimo. Un quarto video, Haven't We Been Here Before, è stato girato un paio di mesi dopo l'uscita dell'album e non presenta alcun riferimento alla storia narrata nell'album.

## Tracce
Lato A
1. Mr. Roboto – 5:26 (Dennis DeYoung)
2. Cold War – 4:21 (Tommy Shaw)
3. Don't Let It End – 4:53 (Dennis DeYoung)
4. High Time – 4:28 (Dennis DeYoung)

Lato B
1. Heavy Metal Poisoning – 4:54 (James Young)
2. Just Get Through This Night – 6:01 (Tommy Shaw)
3. Double Life – 3:43 (James Young)
4. Haven't We Been Here Before? – 4:04 (Tommy Shaw)
5. Don't Let It End (Reprise) – 2:22 (Dennis DeYoung)

## Formazione
Styx
- Dennis DeYoung - tastiere, voce
- Chuck Panozzo - chitarra basso, basso a pedale
- John Panozzo - batteria, percussioni
- Tommy Shaw - chitarre, sintetizzatore Shamisen, voce
- James Young - chitarre, voce

Musicisti aggiunti

Hangalator Horn Section
- Mark Ohlsen, Mike Halpin, Dan Barber, Mike Mossman - strumenti a fiato
- Steve Eisen - sassofono solista

Note aggiuntive
- Styx - produttori, arrangiamenti
- Dennis DeYoung - concept
- Registrazioni e mixaggi effettuati al Pumpkin Studios di Oak Lawn, Illinois (Stati Uniti)
- Gary Loizzo, Will Rascati e Rob Kingsland - ingegneri delle registrazioni
- Jim Popko - apprendista ingegnere delle registrazioni
- Masterizzato al Sterling Sound di New York (New York) da Ted Jensen
- Chuck Beeson e Jeff Ayeroff - art direction
- Jane O'Neal - fotografie album
- Chuck Beeson - design album, logo design[10]